# Motion comic

une motion comic

Motion comic est une forme de bande dessinée combinant, comme son nom l'indique, la bande dessinée (comic, BD américaine) et l'animation (motion, mouvement). Ce nouveau type de création provient des États-Unis. En France, il est parfois nommé BD vidéo.

## Description
Un motion comic, ou BD vidéo, est obtenu à partir de dessins fixes d'une bande dessinée numérisée, sur lesquels on superpose de l’animation 2D et 3D, des effets spéciaux, des sons, de la musique et des voix off. C'est une forme hybride de fiction dessinée,. Les motion comics nécessitent moins de budget et sont plus simple à réaliser comparés à des séries animées et des séries live.

« Ce n’est pas de l’animation, ce n’est pas de la BD papier, c’est autre chose. »

— Brian Bendis, interview de Newsarama
Les motion comics sont utilisés de différentes manières : d'une part, en tant qu'histoires complètes adaptées de BD déjà populaires, ce qui en fait des produits dérivés, d'autres part en moyen de teasing, publicité afin de motiver les gens à acheter la BD en montrant quelques pages.

## Historique
Les premiers exemples de motion comics sont apparus dans des créations indépendantes telles que Broken Saints.
En 2005, Lions Gate a publié une version animée du comic book Saw: Rebirth, c'est l'un des premiers exemples d'une bande dessinée animée. Warner Bros, le propriétaire de DC Comics, a sorti plusieurs motion comics pour coïncider avec les premières sorties des films The Dark Knight et Watchmen, libérant une adaptation de Batman: Mad Love et Watchmen: Motion Comics, l'adaptation de la bande dessinée éponyme. C'est la première fois que le terme « motion comic » est employé,,.
Marvel Comics a également commencé à produire des motion comics, en commençant par des adaptations de Astonishing X-Men de Joss Whedon et John Cassaday et la série Spider-Woman de Brian Michael Bendis et Maleev Alex. Les bandes dessinées ont été produites simultanément aux formats bande dessinée imprimée et motion comic. Marvel a également annoncé récemment l'ajout de Extremis,. MTV réalise une série de motion comics sur le personnage Invincible d'Image Comics.
La première BD vidéo française est The Notorious réalisée par OnyxiCréation.

## Réception
Les critiques sur les motion comics ont été mitigées. NewTeeVee a déclaré :

« Cette première génération [de motion comics] est certes rudimentaire, mais il y a suffisamment d'animation dans ces motion comics pour conserver l'attention du spectateur, et jusque-là, l'ajout de la musique et des voix off est positif. De plus, le niveau des expérimentations et de la sophistication augmentera à mesure que d'autres seront produits,. »

Comics Worth Reading a été plus incisif et a demandé :

« Lorsque vous ajoutez des effets de caméra et une bande son à une bande dessinée, est-ce encore une bande dessinée ? Ou tout simplement une mauvaise excuse pour un dessin animé, fait à bon marché ? Touchent-ils un nouveau public, attiré par un nouveau format dans les points de ventes plus modernes (qui s'offrent à eux) ? Est-ce que ces nouveaux lecteurs hypothétiques vont finalement acheter des BD au format traditionnel ? Serait-ce simplement une autre façon d'essayer de faire plus d'argent sur le même contenu existant déjà ,? »

Le niveau d'animation varie considérablement d'un titre à l'autre. Certains sont plus près des styles traditionnels de la bande dessinée et utilisent le mouvement et le son afin d'améliorer la narration, tandis que d'autres ont exagéré le mouvement, la musique, les sons et les animations au point que les vieux dessins animés paraissent primitifs.